# Десета династия на Древен Египет
Десета династия на Древен Египет управлява между 2130 г. пр.н.е. и 2040 г. пр.н.е. и често е обединявана със Седма, Осма, Девета и началото на Единадесета династия под общото име Първи преходен период.

## Владетели
Девета династия е основана в Хераклеополис Магна и Десета династия продължава от там. По това време Египет не е обединен и има известно припокриване между тези и други местни династии. Торинският папирус изброява осемнадесет фараони от тази кралска линия, но имената им са повредени, неидентифицирани или изгубени.
Следва възможен списък на владетели от Десета династия, базиран на Торинския папирус, тъй като египтолозите имат различни мнения относно реда на наследяване в рамките на двете династии. Сред тях само Вахкаре Хети и Мерикаре са установени без съмнение от археологически находки:
| Име              | Изображение | Коментари                                                           |
| ---------------- | ----------- | ------------------------------------------------------------------- |
| Мерихатхор (? )  |             | Съществуването е съмнително, известно от повреден степонис в Хатнуб |
| Неферкаре VIII   |             | Може да е Канефер, споменат в гробницата на номарха Анхтифи         |
| Вахкаре Хети III |             | Предполагаем автор на Учението за крал Мерикаре                     |
| Мерикаре         |             | Основен противник на тиванския фараон Ментухотеп II                 |
| [изгубено име]   |             | Ефимерен („x месеца“) наследник на Мерикаре                         |